# 陳郁夫
Yufu（1992年11月10日—），本名陳郁夫，是一名臺灣男創作歌手、吉他手、音樂製作人。
Yufu自小成長於強調英語教育的家庭，父母鼓勵他聆聽西洋音樂合輯，以培養英語能力。為了組搖滾樂團，他在國中自學吉他並說服弟弟陳郁允學習貝斯，兩兄弟陸續成立樂團黑膠上將、鱷魚迷幻、YUFU & The Velvet Impressionism。
大學畢業後，Yufu曾在台灣擔任兒童英語教師，後來決定放棄教職，全心投入音樂創作。
2021年，Yufu正式開始個人音樂活動，發行首張EP《To My Penpal》，入圍金音創作獎「最佳節奏藍調專輯獎」。2025年，於荷蘭唱片公司Zip Records旗下發行聚焦於1974-1975年靈魂樂曲風的首張個人專輯《Heal Me Good》。